# 云岭西路隧道
云岭西路隧道即云岭西路过苏州河通道工程之隧道部分，是上海市长宁区、普陀区规划中的一条跨苏州河隧道，连接普陀云岭西路和长宁临虹路。该处跨河通道规划可追溯到2012年3月，当时计划在此处建设过河桥梁，并未实施，2017年以机动车专用隧道、泾阳路建设行人和非机动车桥梁方案获批预可，至2023年底仍在工程可行性研究阶段:14。
云岭西路隧道紧邻苏州河深隧苗圃工作井，全线与深隧二级雨水管道并行，目前仍有明挖平铺、明挖叠层、沉管、圆形盾构、矩形盾构单层、矩形盾构双层等多种方案未定。无论采用何种方案施工都对深隧有一定影响，若在深隧通水后施工则还需在施工期间控制深隧内部水压。